# DT Piscium
DT Piscium (DT Psc / HD 7351 / HR 363 / HIP 5772) es una estrella variable en la constelación de Piscis, visualmente localizada entre υ Piscium y τ Piscium. De magnitud aparente media +6,33, se encuentra aproximadamente a 1000 años luz del sistema solar.
DT Piscium es una gigante roja de tipo espectral M2S, es decir, muestra características tanto de una estrella M como de una estrella S.
Es una estrella fría cuya temperatura efectiva es de 3600 K.
Con una magnitud bolométrica absoluta de -3,02, su luminosidad es ~ 1380 veces superior a la luminosidad solar.
Tiene una metalicidad muy semejante a la del Sol, siendo su abundancia relativa de hierro un 5% mayor que la de nuestra estrella.
DT Piscium es una variable pulsante semirregular SR cuyo brillo oscila 0,08 magnitudes; éstas son gigantes o supergigantes con una periodicidad apreciable, acompañada o interrumpida por fases irregulares.
Por otra parte, DT Piscium tiene una compañera estelar, constituyendo una binaria espectroscópica con un período orbital de 4592,7 días.